# Josep Escolà i Marsà
Josep Escolà i Marsà (Alòs de Balaguer, Noguera 1888 - Buenos Aires 1971) fou un editor català. El 1905 marxà cap a l'Argentina i des del 1907 treballà al Centre Català de Rosario (Santa Fe). També fou bibliotecari del Casal de Catalunya de Buenos Aires, des d'on va promoure tota mena d'activitats culturals i polítiques. Col·laborà amb el govern de la Generalitat de Catalunya a l'exili i el 1941 fou un dels signataris de la segona edició del pacte Galeusca. Entre altres llibres, va editar Ciutadania catalana (1957) de Manuel Serra i Moret, que fou distribuït a tota Sud-amèrica.